# Parc Robert A. Boyd
Le parc Robert A. Boyd est un site patrimonial et commémoratif fondé en 1971 et situé près de Radisson, en Eeyou Istchee Baie-James, au Québec. Le parc est une reconstitution du camp d'exploration G-68 près de La Grande rivière, où les données préliminaires du projet de développement hydro-électrique de la Baie-James ont été collectées. Le parc est aussi un lieu de commémoration rendant hommage aux 185 000 travailleurs ayant pris part à la première phase du projet de la Baie-James,. 

## Historique
Dès 1997, le parc Robert-A.-Boyd est géré par la Société des sites historiques de Radisson, organisme à but non lucratif, fondé la même année. Le parc commémoratif est aménagé sur le site du camp d’exploration G-68, établit au printemps 1971, sur La Grande Rivière, à l’embouchure de la rivière Utahunanis, sur La Grande Rivière. Le camp a joué un rôle important dans la collecte de données techniques au début du projet de développement hydro-électrique de la Baie-James.
En 2006, la Société des sites historiques de Radisson entreprend la recherche des noms des 185 000 travailleurs ayant œuvrés lors de la phase 1 du projet de la Baie-James. L'organisme souhaite honorer ces travailleurs et graver leurs noms sur des plaques, installées au parc Robert A. Boyd. À ce moment, seulement le cinquième des travailleurs, incluant ayant œuvré pour des sous-traitants, ont été répertoriés. L'inauguration du projet commémoratif a lieu en juin 2006, en présence de Robert A. Boyd. 
Entre 1997 et 2018, l'organisme parvient à retracer et graver 100 0000 noms de travailleurs, et à les présenter sur une quarantaine de plaques commémoratives. En 2021, celles-ci sont relocalisées au Parc commémoratif des Bâtisseurs à Radisson. 

## Toponymie
Le parc porte le nom de Robert A. Boyd, Président de la Commission hydro-électrique de Québec (1977-1978) et PDG d'Hydro-Québec (1978-1982). Au cours de ses 37 années de carrière au sein de la Société d'État, il devient notamment en 1972, un des artisans des grands chantiers hydro-électriques de la Baie-James.

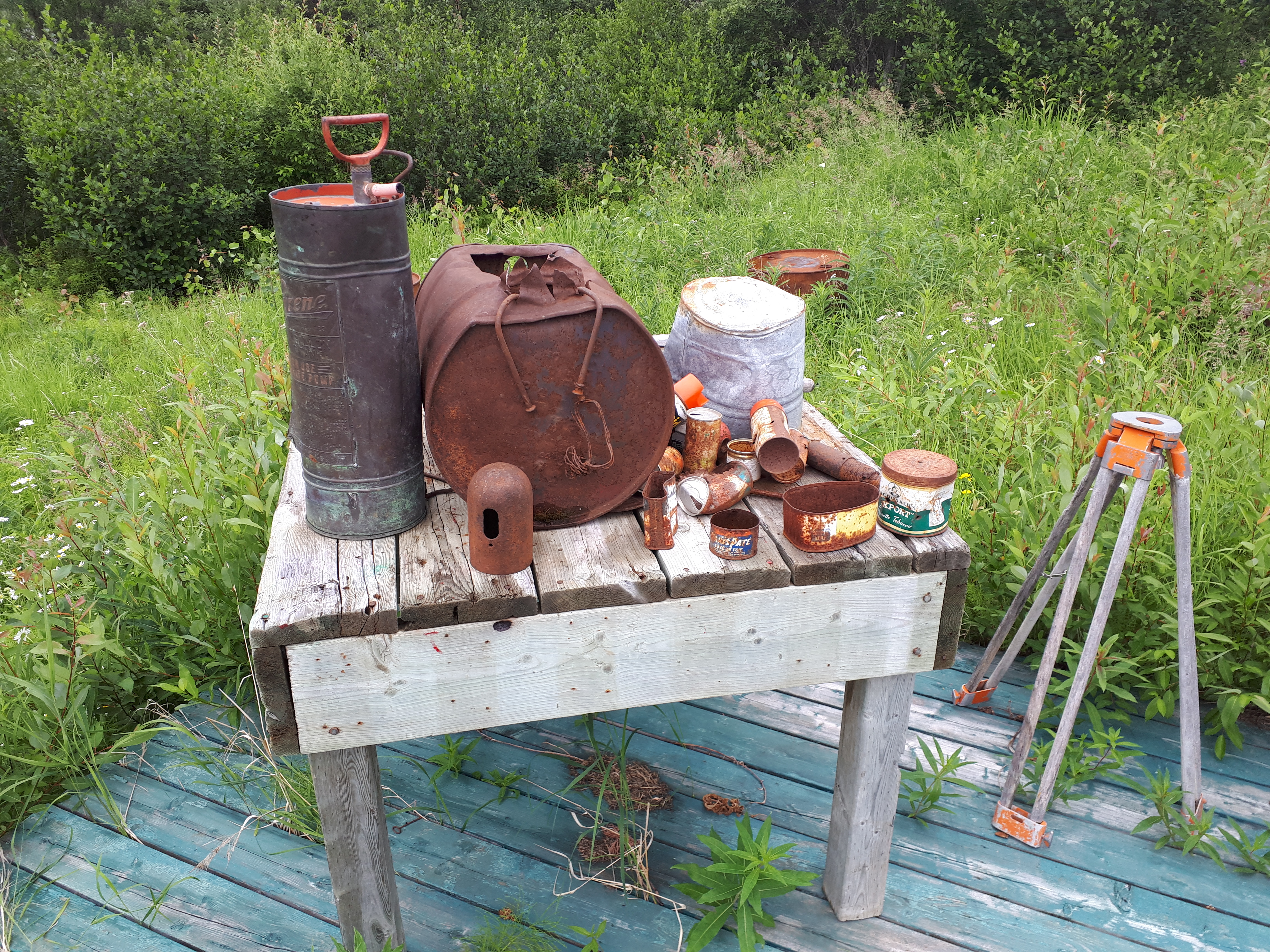
Reconstitution du campement G-68, Parc Robert A. Boyd, 2018.

## Patrimoine
Le parc Robert A. Boyd est inscrit au Répertoire du patrimoine culturel du Québec. 

## Attraits
- Sentier pédestre.